# Ikōkai
Das Shikōkai (志公会) ist eine Faktion innerhalb der japanischen Liberaldemokratischen Partei (LDP) unter Vorsitz von Tarō Asō. Sie wird oft als Asō-Faktion (麻生派 Asō-ha) bezeichnet. Vorgänger bis 2017 war die alte Asō-Faktion, das Ikōkai (japanisch 為公会), die mit der Santō-Faktion zur zweitgrößten Faktion der Partei mit damals 59 Mitgliedern in den beiden Parlamentsfraktionen der LDP fusionierte.
Das Ikōkai entstand 2006 als Nachfolger des Taiyūkai (大勇会, auch: Kōno-Gruppe, Kōno-Faktion) von Yōhei Kōno. Bei der Wahl des Nachfolgers von Shinzō Abe als Parteivorsitzender 2007 war die Asō-Faktion die einzige Faktion, die offiziell Tarō Asō unterstützte. Allerdings erhielt er bei der Wahl 132 Stimmen von den LDP-Parlamentariern; es stimmten also zahlreiche Mitglieder von anderen Faktionen und faktionsungebundene Abgeordnete für Asō.